# NGC 5663
NGC 5663 је елиптична галаксија у сазвежђу Вага која се налази на NGC листи објеката дубоког неба.
Деклинација објекта је - 16° 34' 50" а ректасцензија 14h 33m 56,2s. Привидна величина (магнитуда) објекта NGC 5663 износи 14,3 а фотографска магнитуда 15,3. NGC 5663 је још познат и под ознакама MCG -3-37-3, NPM1G -16.0459, PGC 52049.